# Океанография
Океанографията е наука за физиката и химията на водната среда в океаните и нейното взаимодействие с атмосферата и литосферата.
Тя е част от по-широкия термин океанология – наука за Земята, която изучава физическите, химическите, геологичните и биологичните процеси и явления в Световния океан. 
Начало на океанографията е поставено от британската военноморска експедиция „Чалънджър“ под научното ръководство на Чарлз Уайвил Томсън през 1873 – 1876.